# Махмуд-Шах Дуррани
Махму́д-Шах Дуррани́ (1769 — 18 апреля 1829) — правитель Дурранийской империи в 1801—1803 и 1809—1818 годах.

## Биография
Родился в 1769 году. Сын Тимура-Шаха Дуррани и единокровный брат своего предшественника, Земан-шаха.
В июле 1801 года Махмуд-Шах стал правителем Дурранийской державы, но был свергнут в 1803 году. Однако в 1809 году он снова становится правителем страны. Между двумя периодами правления Махмуда-Шаха страной правил Шуджа-Шах Дуррани, один из его единокровных братьев.
Умер 18 апреля 1829 года.